# Antoinette Grimaldi (de Merode)
Antoinette Grimaldi, z domu de Merode, księżna Monako, księżna Valentinois, hrabina Merode Westerloo (ur. 28 września 1828 w Brukseli, zm. 10 lutego 1864 w Paryżu), belgijska arystokratka, od 28 września 1846 do 10 lutego 1864 księżna Monako jako żona księcia Karola III.

## Dzieciństwo i młodość
Antoinette urodziła się 28 września 1828 roku w Brukseli. Jej rodzicami byli Werner de Merode, hrabia Merode i jego żona, Wiktoria de Spangen d'Uyternesse. Miała siostrę Ludwikę (ur. 1819, zm. 1868), matkę Marii Wiktorii del Pozzo della Cisterna, królowej Hiszpanii.

## Małżeństwo i rodzina
28 września 1846 w Brukseli poślubiła Karola III Grimaldi, następcę monakijskiego tronu, który został władcą państwa dziesięć lat później. Wniosła ogromny posag, który posłużył jej mężowi do rozwoju turystyki w księstwie. Otrzymała też tradycyjne tytuły księżnej Monako i księżnej Valentinois. 13 listopada 1848 urodziła przyszłego księcia Monako, Alberta I Grimaldi.
Na jej cześć imię Antoinette otrzymała jedna z jej dalekich prawnuczek, księżna  Antoinette Grimaldi.

## Potomkowie
Dzieci
- książę Albert I Grimaldi (ur. 13 listopada 1848, zm. 26 czerwca 1922)

Wnuki
- książę Ludwik II Grimaldi, syn Alberta (ur. 12 lipca 1870, zm. 9 maja 1949)

Prawnuki
- księżna Charlotte Grimaldi, córka Ludwika (ur. 30 września 1898, zm. 15 listopada 1977)

## Księżna Monako
Antoinette miała w dniu ślubu z księciem Karolem osiemnaście lat. Obydwoje małżonkowie słynęli ze swojej nieprzeciętnej urody, czym wzbudzali zachwyt poddanych. Zamieszkali w Monako. W trakcie rządów księcia Karola III narastały problemy, które ostatecznie doprowadziły do utraty przez księstwo ponad połowy terytorium na rzecz Francji. Wkrótce przeprowadzili się do Paryża i tam urodził się ich syn Albert. Mieszkanie w stolicy Francji było tradycyjne w książęcej rodzinie Grimaldich, którzy dodatkowo mają własną posiadłość w niedalekim Marchais.
Dzięki pomocy swojej teściowej, Marii Gibert de Lametz poznała cesarzową Francji Eugenię i stała się damą europejskich dworów. W 1855 roku w Wersalu razem z mężem uczestniczyła w specjalnym balu, wydanym przez cesarza Francji Napoleona III i jego żonę Eugenię z okazji wizyty we Francji brytyjskiej królowej Wiktorii i jej męża, księcia Alberta Sachsen-Coburg-Gotha. Belgijska księżna była tak zachwycona, że zapragnęła, aby jej jedyny syn ożenił się z przedstawicielką brytyjskiej rodziny królewskiej. Ten plan poparła Maria Gibert de Lametz. Wybór padł na Marię Adelajdę Hanowerską, kuzynkę królowej Wiktorii w pierwszej linii. Okazało się jednak, że „matka Europy” nie życzyła sobie, by ktokolwiek z członków jej rodziny wiązał się z przedstawicielem dynastii Grimaldich. Do planowanego mariażu nie doszło, a książę Albert został mężem Marii Wiktorii Hamilton, innej brytyjskiej arystokratki i nie było to małżeństwo szczęśliwe.
Natomiast małżeństwo jego rodziców było nadzwyczaj udane. Księżna Antoinette była kobietą energiczną, która niemalże stale pracowała. Gdy okazało się, że jej mąż traci wzrok, troskliwie się nim zaopiekowała, pomimo że w 1862 roku zdiagnozowano u niej nowotwór. Wkrótce podjęła trudną decyzję o wyjeździe do Marchais, by tam odpocząć i nabrać sił. Nieustannie korespondowała ze swoim mężem, a po niedługim czasie zdecydowała się powrócić do Monako. Odbyła wyczerpującą podróż i w pałacu opiekowała się chorym księciem i jego matką. Zmarła 10 lutego 1864, niedługo po ponownym wyjeździe do Paryża. Miała zaledwie trzydzieści sześć lat. Jej śmierć zniszczyła kondycję księcia, który coraz bardziej chorował i praktycznie przestał opuszczać książęcy pałac.